# گاومیش‌ماهی دهان‌بزرگ
گاومیش‌ماهی دهان‌بزرگ (نام علمی: Ictiobus cyprinellus) نام یک گونه از سرده گاومیش‌ماهی است.